# Ilhas Torres

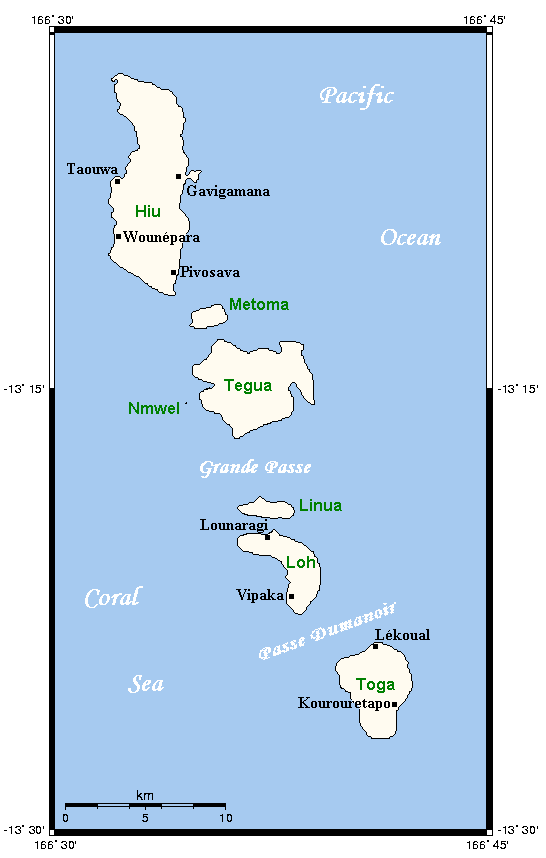
Ilhas Torres

As Ilhas Torres são um arquipélago composto por sete ilhas situadas no extremo norte de Vanuatu, na província de Torba.
Em 2020, o conjunto de ilhas possuia uma população de 1,128 pessoas.

## Geografia
As Ilhas Torres são, de norte a sul:
1. Hiu ou Hiw (a maior);
2. Metoma;
3. Tegua;
4. Ngwēl (desabitada);
5. Linua;
6. Lo ou Loh;
7. Toga.

### Aumento do nível do mar
Desde o final da década de 1990, o aumento do nível do mar nas Ilhas Torres tem gerado preocupação tanto local quanto internacionalmente. Entre 2002 e 2004, uma aldeia foi deslocada devido ao avanço do mar. Em 2005, um comunicado do Programa das Nações Unidas para o Meio Ambiente classificou o evento como o primeiro caso de refugiados climáticos.
O aumento do nível do mar foi amplificado por atividades sísmicas na região. Em abril de 1997, um terremoto de magnitude 7,8 fez com que as ilhas afundassem entre 50 e 100 centímetros, aumentando rapidamente o nível relativo do mar e contribuindo para as inundações que ocorreram nos anos seguintes. Além disso, medições indicam que, entre 1997 e 2009, as ilhas continuaram a afundar gradualmente, agravando o impacto da elevação natural do nível do mar.

Em outubro de 2009, uma sequência de três terremotos (magnitudes 7,6, 7,8 e 7,4) elevou as ilhas em cerca de 20 centímetros, fazendo com que o nível do mar voltasse temporariamente ao patamar de 1998. Esses eventos demonstram que, além das mudanças climáticas globais, os processos geológicos da região influenciam significativamente as variações no nível do mar e os impactos ambientais nas Ilhas Torres.
1. ↑  Gillespie, Rosemary G.; Clague, David Alan (2009). Encyclopedia of islands. Col: Encyclopedias of the natural world. Berkeley: University of California Press
2. ↑  «Torres Islands | Melanesian, Coral Reefs, Tropical | Britannica». www.britannica.com (em inglês). Consultado em 27 de fevereiro de 2025
3. ↑  «PopGIS3 - Vanuatu». vanuatu.popgis.spc.int. Consultado em 27 de fevereiro de 2025
4. 1 2 3  Ballu, Valérie; Bouin, Marie-Noëlle; Siméoni, Patricia; Crawford, Wayne C.; Calmant, Stephane; Boré, Jean-Michel; Kanas, Tony; Pelletier, Bernard (9 de agosto de 2011). «Comparing the role of absolute sea-level rise and vertical tectonic motions in coastal flooding, Torres Islands (Vanuatu)». Proceedings of the National Academy of Sciences (32): 13019–13022. PMID 21795605. doi:10.1073/pnas.1102842108. Consultado em 27 de fevereiro de 2025
5. ↑  «UN environmental body hails relocation of islanders threatened by climate change | UN News». news.un.org (em inglês). 6 de dezembro de 2005. Consultado em 27 de fevereiro de 2025
6. ↑  Edwards, Louise (2006). «Recent Developments: International». National Environmental Law Review. Consultado em 27 de fevereiro de 2025